# Niggaz4Life
Niggaz4Life (также известный как Efil4zaggin; с англ. — «Ниггеры на всю жизнь») — второй и последний студийный альбом американской хип-хоп-группы N.W.A., выпущенный 28 мая 1991 года на лейбле Ruthless Records. Это был их последний альбом, группа распалась в том же году после ухода Dr. Dre и композитора The D.O.C. в Death Row Records. В альбоме присутствуют только четыре члена оригинального состава группы, так как Ice Cube уже покинул группу в 1989 году.
Niggaz4Life дебютировал на 2 месте Billboard 200, а во второй неделе достиг первого места. Альбом занял 1 место в «Топ 15 альбомов 1991 года» по версии The Source и 7 место в списке «Величайшие хип-хоп-альбомы на все времена» по версии MTV в 2005 году. Было продано 1 млн копий альбома во всех штатах Америки, за что RIAA вручила группе платиновую сертификацию.

## Об альбоме
В 1992 году, через несколько месяцев после релиза альбома, N.W.A выпустила видеофильм под названием Niggaz4Life. Он включал «домашнее видео», которое описывало изготовление альбомов и музыкальных клипов: «Alwayz Into Somethin», «Appetite for Destruction» и «Approach To Danger».
В 2003 году диск был переиздан в двух форматах.
На обложке название выглядит как зеркальное отображение текста «NIGGAZ4LIFE». Это можно перевести, как «ниггеры на всю жизнь». Название «Niggaz 4 Life» было оригинальным, вполне вероятно, что его изменили на основе политических и финансовых соображений.
По сравнению со своим предшественником, альбом был больше заполнен женоненавистничеством и насилием. Они содержат ненормативную лексику и ссылки на различные сексуальные действия.
Это также был первый альбом в чартах Billboard со словами «nigger» или «nigga» в названии после альбома Ричарда Прайора Bicentennial Nigger 1976 года.

## Список песен
Полученная информация была в аннотации к CD изданию. Все песни были спродюсированы Dr. Dre и DJ Yella.
| №   | Название                            | Автор(ы)                          | Исполнитель(и)          | Длительность |
| --- | ----------------------------------- | --------------------------------- | ----------------------- | ------------ |
| 1.  | «Prelude»                           | MC Ren                            | MC Ren, Above The Law   | 2:27         |
| 2.  | «Real Niggaz Don’t Die»             | MC Ren, The D.O.C. Eazy-E         | MC Ren, Dr. Dre, Eazy-E | 3:40         |
| 3.  | «Niggaz 4 Life»                     | MC Ren, The D.O.C. Eazy-E         | MC Ren, Dr. Dre, Eazy-E | 4:58         |
| 4.  | «Protest» (Interlude)               |                                   |                         | 0:53         |
| 5.  | «Appetite for Destruction»          | MC Ren, The D.O.C., Kokane Eazy-E | MC Ren, Dr. Dre, Eazy-E | 3:22         |
| 6.  | «Don’t Drink That Wine» (Interlude) |                                   |                         | 1:07         |
| 7.  | «Alwayz into Somethin’»             | MC Ren, The D.O.C.                | MC Ren, Dr. Dre         | 4:24         |
| 8.  | «Message to B.A.» (Interlude)       |                                   |                         | 0:48         |
| 9.  | «Real Niggaz»                       | MC Ren, The D.O.C. Eazy-E         | MC Ren, Dr. Dre, Eazy-E | 4:27         |
| 10. | «To Kill a Hooker» (Interlude)      |                                   |                         | 0:50         |
| 11. | «One Less Bitch»                    | MC Ren, The D.O.C.                | MC Ren, Dr. Dre         | 4:47         |
| 12. | «Findum, Fuckum & Flee»             | MC Ren, The D.O.C., CPO Eazy-E    | MC Ren, Dr. Dre, Eazy-E | 3:55         |
| 13. | «Automobile»                        | Eazy-E                            | Dr. Dre, Eazy-E         | 3:15         |
| 14. | «She Swallowed It»                  | MC Ren                            | MC Ren                  | 4:13         |
| 15. | «I’d Rather Fuck You»               | Eazy-E                            | Eazy-E                  | 3:57         |
| 16. | «Approach to Danger»                | MC Ren Eazy-E                     | MC Ren, Dr. Dre, Eazy-E | 2:45         |
| 17. | «1-900-2-Compton» (Interlude)       |                                   |                         | 1:27         |
| 18. | «The Dayz Of Wayback»               | MC Ren, The D.O.C.                | MC Ren, Dr. Dre         | 4:15         |

| №   | Название                | Автор(ы)                              | Performer(s)            | Длительность |
| --- | ----------------------- | ------------------------------------- | ----------------------- | ------------ |
| 19. | «100 Miles and Runnin’» | MC Ren, The D.O.C., Cold 187um Eazy-E | MC Ren, Dr. Dre, Eazy-E | 4:32         |
| 20. | «Just Don’t Bite It»    | MC Ren                                | MC Ren                  | 5:28         |
| 21. | «Sa Prize (Part 2)»     | MC Ren                                | MC Ren, Dr. Dre, Eazy-E | 5:59         |
| 22. | «Kamurshol»             | MC Ren                                | MC Ren, Dr. Dre, Eazy-E | 1:56         |